# Catedral del Sagrado Corazón de Jesús (Esquel)
La Catedral de Esquel es un Templo católico que originalmente fue la parroquia Sagrado Corazón de Jesús, la parroquia más antigua de la ciudad. Es, por tanto, la sede litúrgica episcopal de la Prelatura territorial de Esquel. Desde su erección como parroquia en 1940, fue atendida por los Salesianos hasta el cierre de la casa religiosa, en enero de 2016. Tras estar un año bajo la gestión de la propia Prelatura, desde 2017 está administrada por la Congregación del Santísimo Redentor. Fue dedicada como Catedral el 14 de noviembre de 2009.

## Historia

### Primeros años

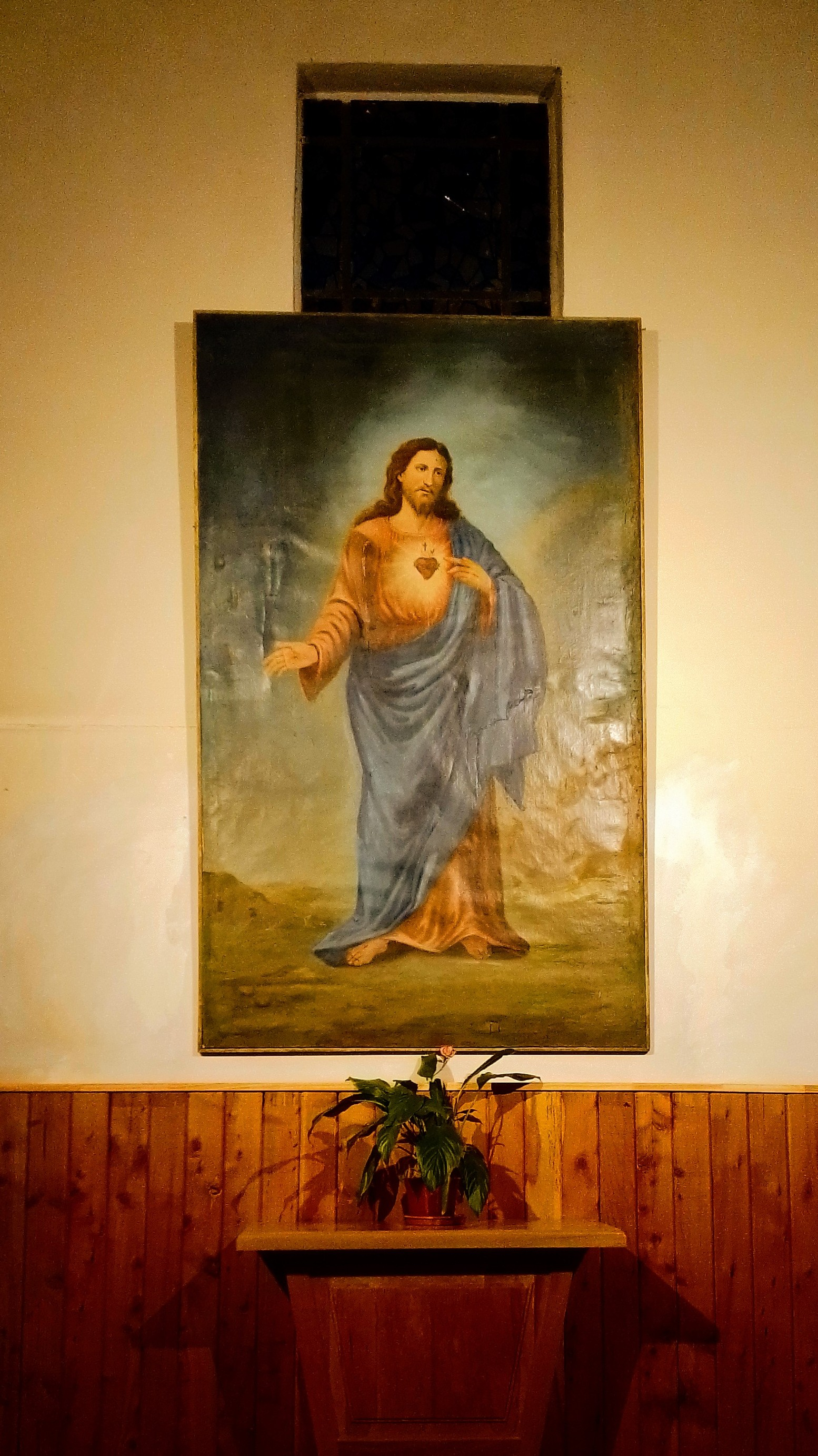
Cuadro del Sagrado Corazón, enviado por Don Bosco a las Misiones de la Patagonia. Fue traído a Esquel por el misionero Juan Muzzio.

En la década de 1920 se erigió, en la intersección de las actuales calles Chacabuco y Roca, la primera capilla, dedicada al Sagrado Corazón de Jesús. Durante ese período, numerosos misioneros salesianos atendieron desde otras sedes la capilla. 
En 1940, fue erigida como parroquia de la ciudad de Esquel. Para dicha ocasión, el misionero salesiano Juan Muzzio, trajo de Puerto Madryn un cuadro de grandes dimensiones del Sagrado Corazón de Jesús que San Juan Bosco había mandado a las misiones salesianas a fines del siglo XIX. En 1941, los salesianos empezaron a construir su obra alrededor de la capilla, ocupando el total de la manzana, que comprende las calles Belgrano, Chacabuco, Roca y Almafuerte. En 1944, abrieron oficialmente la casa religiosa.

### Período como parroquia salesiana
En 1960, le fue encomendada la construcción del nuevo Templo al arquitecto Ubaldo Ongarato, quien culminó sus obras en 1963. A fines de la década de 1970, le fue anexada una pequeña capilla recubierta en madera, destinada a la Adoración eucarística.
Para el año 2000, la Obra Salesiana de Esquel comprendía a la Iglesia parroquial, tres capillas en diferentes barrios de la ciudad, un Colegio, un Batallón de Exploradores, una sede del Movimiento Juvenil Salesiano y una Casa de retiros y encuentros, "Ruka Peñi". Además, la sede parroquial de Esquel era la sede del Decanato Cordillera de la Diócesis de Comodoro Rivadavia y desde allí eran atendidas las comunidades de la Comarca andina y del departamento Languiñeo.
Dada la enfermedad del párroco en funciones, el padre Emilio Barasich SDB, en 2006, tuvo que administrar como párroco el director de la obra salesiana, el padre Julián Gordo SDB. Por primera vez, ambos cargos (párroco y director de la Obra) recaían sobre una misma persona. Asumió como tal de forma definitiva luego de la muerte del padre Barasich, en octubre de 2006. 

### Creación de la Prelatura y traslado de la Casa salesiana
En 2009 se creó la Prelatura Territorial de Esquel, y fue elegida como Catedral la Iglesia parroquial de Sagrado Corazón de Jesús. El 10 de mayo fue traída al templo la Cátedra del Obispo, hecha en madera y el 14 de noviembre del mismo año fue dedicada como Catedral.
En 2011, bajo la gestión del padre Vicente Tirabasso SDB, también como párroco y director de la Obra, la casa religiosa de los Salesianos fue trasladada a la capilla Don Bosco, situada en el barrio homónimo. Desde allí, atendían la Catedral y sus capillas Don Bosco y San Cayetano, esta última, ubicada en el barrio Ceferino Namuncurá, y asesoraban al Instituto San Luis Gonzaga.
El último párroco y director salesiano fue el padre Enrique Romani SDB, quien asumió en 2012 dada la designación del padre Tirabasso como rector de la Universidad Salesiana (USAL). Durante su gestión solamente permanecieron dos sacerdotes: él y el padre Antonio Mateos SDB, histórico misionero salesiano de la Patagonia Norte. 

### Cierre de la Casa religiosa salesiana
Dada la baja cantidad de vocaciones en la Congregación, a mediados de 2015 la Inspectoría Sur "Ceferino Namuncurá", bajo la gestión pastoral del padre Honorio Caucamán SDB, decidió trasladar a los dos sacerdotes que permanecían a otros destinos y proceder al cierre de la casa religiosa, el 31 de enero de 2016, provocando una gran conmoción en la opinión pública de la ciudad y generando protestas de diverso tipo contra la decisión tomada por la Congregación. La Obra salesiana permanece animada por laicos que son asesorados desde otras obras. De esta manera, la Catedral dejó de ser atendida por los Salesianos.

### Período contemporáneo
En marzo de 2016 fue designado como 1 párroco y rector diocesano el padre  Francisco Benítez , sacerdote diocesano  de San Nicolas 
que trabajaba en la Prelatura de Esquel, asumiendo el 20 de ese mismo mes. Su breve gestión culminó a principios de 2017, cuando regresó a su diócesis de origen, la Diócesis de San Nicolás de los Arroyos. Durante seis meses fue administrada por el propio Obispo de Esquel, monseñor José Slaby. En junio de 2017, el Obispo designó al padre Jacinto Bialas CSsR, como nuevo Administrador parroquial, asumiendo sus funciones a fines del mismo año.

## Arquitectura

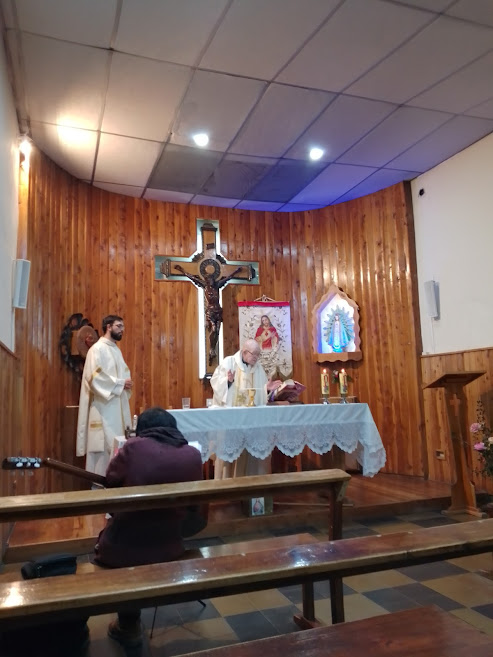
Misa en la Capilla del Santísimo, construida a fines de los años '70

La planta de la Catedral de Esquel está hecha en forma de cruz latina, teniendo un único Altar en la Nave central, no poseyendo otros altares laterales. 
El altar original, de mármol con una placa en bajorrelieve representando La última cena (Leonardo da Vinci) y empotrado contra la pared, fue empleado en muy pocas oportunidades y desde 1965 aproximadamente es empleado solamente como Sagrario. A partir de allí, se dedicó el nuevo altar, separado de la pared.
Durante varias décadas, el histórico cuadro del Sagrado Corazón se ubicó en la Nave derecha. En el año 2019, durante los festejos de los 10 años de la Prelatura, fue trasladado a la Nave izquierda.
El 28 de abril de 2019, Domingo de la Divina Misericordia, fue inaugurado en la Nave izquierda un cuadro de la Divina Misericordia, junto a un relicario y una estatua de San Juan Pablo II. Luego de la Santa Misa, el Obispo procedió a bendecir el cuadro ya situado en su nuevo espacio.